# Arbejdsstyrke
Arbejdsstyrken er den del af en befolkning, hvis arbejdskraft er til rådighed for arbejdsmarkedet og som enten er i beskæftigelse eller er ledige. Begrebet benyttes om dem, hvis arbejdskraft er til rådighed for en bestemt virksomhed, branche eller geografisk region, som en kommune eller et land. 
Arbejdsstyrken er en af de faktorer, der bestemmer et lands produktion og dermed den materielle velstand i landet. Arbejdsstyrkens størrelse afhænger i meget høj grad af den samlede befolknings størrelse. For at kunne sammenligne meningsfuldt på tværs af forskellige lande bruger man derfor ofte 
erhvervsfrekvensen, der er defineret som arbejdsstyrkens andel af hele befolkningen i en nærmere defineret aldersgruppe. Danmarks Statistik definerer således normalt erhvervsfrekvensen som andelen af de 15-64-årige, der enten er i beskæftigelse eller arbejdsløse.
Erhvervsfrekvensen afhænger af forskellige forhold som kvindernes adfærd på arbejdsmarkedet, regler og sædvaner for tilbagetrækningsalderen og uddannelsesniveauet. Et højt uddannelsesniveau betyder, at relativt få unge indgår i arbejdsstyrken, men til gengæld er der en tendens til, at højtuddannede trækker sig relativt sent tilbage fra arbejdsmarkedet.

## Erhvervsfrekvenser i OECD-landene
Den gennemsnitlige erhvervsfrekvens i OECD (for 15-64-årige) var i 2012 på 70,9 % (Beskæftigelsesfrekvensen, som kun måler, hvor stor en andel af gruppen, der har et arbejde, var samtidig 65,1 %.) I et land som USA var den 73,1 % og i Tyskland 77,1 %. Island havde den højeste erhvervsfrekvens af alle OECD-lande med 85,5 %. I Danmark var erhvervsfrekvensen i 2012 78,6 % - den femtehøjeste erhvervsfrekvens i OECD efter Island, Schweiz, Sverige og Holland.

## Arbejdsstyrken i Danmark
Danmarks Statistik offentliggør kvartalsvise analyser af den danske arbejdsstyrkes omfang og sammensætning. I 2. kvartal 2012 bestod befolkningen i alderen 15-64 år i alt af 3.618.000 personer, hvoraf 2.619.000 var i beskæftigelse og 199.000 var ledige, således at arbejdsstyrken bestod af 2.818.000 personer. I 2007 nåede arbejdsstyrken sit hidtil højeste niveau med i alt 2.940.000 personer.
Fremskrivninger af arbejdsstyrken, altså beregninger af, hvor mange mennesker den vil omfatte i fremtiden under forskellige antagelser, foretages ikke af Danmarks Statistik. Forskellige andre institutioner, herunder Finansministeriet, de økonomiske vismænd og DREAM, laver imidlertid regelmæssigt sådanne fremskrivninger.
Overvejelser om arbejdsstyrkens fremtidige udvikling har i mange år været et vigtigt emne i den offentlige debat. Det skyldes især den demografiske udvikling, hvor ændringer i fødselstallet betyder, at relativt store årgange i de kommende år vil blive afløst af relativt små årgange på arbejdsmarkedet. I starten af det 21. århundrede forudsagde fremskrivninger af arbejdsstyrken derfor regelmæssigt, at den ville falde i løbet af århundredet. 
Billedet har imidlertid ændret sig sidenhen. Det skyldes dels, at befolkningen nu forventes at stige mere end tidligere antaget, hvilket alt andet lige også vil medføre en større arbejdsstyrke. Og dels, at der er blevet gennemført flere ændringer i tilbagetrækningsreglerne, sådan at gennemsnitsdanskeren nu forventes at blive i betydeligt flere år på arbejdsmarkedet i takt med, at levetiden forventeligt vil stige gennem århundredet. Efterlønsalderen forventes således med de nu anvendte befolkningsfremskrivninger og politisk fastsatte regler at stige med 14 år fra 60 år i 2013 til 74 år i 2100, og folkepensionsalderen forventes at stige med 12 år fra 65 år i 2013 til 77 år i 2100. Disse ændringer vurderes at medføre en betydelig stigning i den fremtidige arbejdsstyrke. De Økonomiske Råd har således i foråret 2013 offentliggjort en fremskrivning, hvor arbejdsstyrken stiger til 3 mio. mennesker i 2018 og derefter fortsætter med at vokse med yderligere ca. 875.000 personer i resten af århundredet. Da befolkningen også vokser, vil arbejdsstyrken målt som andel af befolkningen ifølge fremskrivningen dog falde med 1 pct.point i perioden fra 2020 til 2040, hvorefter den igen vil stige og komme op på en højere andel end i dag.
Der er almindelig enighed om, at sådanne fremskrivninger af den fremtidige arbejdsstyrke skal tages med forsigtighed. Der gøres en række antagelser under beregningen, som er behæftet med stor usikkerhed. Således afhænger fremskrivninger af diverse antagelser om fremtidige fødselstal, dødelighed, ind- og udvandring og desuden af antagelser om erhvervsfrekvenser for de enkelte aldersgrupper, som godt kan tænkes at ændre sig i fremtiden. Fremskrivninger af denne type anvendes dog jævnligt i forskellige sammenhænge. Bl.a. er de et centralt input i undersøgelser af, om Danmarks finanspolitik er holdbar.